# Fran Bošnjaković
Fran Bošnjaković (* 12. Januar 1902 in Zagreb; † 1. Oktober 1993 in Stuttgart) war ein kroatischer Physiker, der vor allem zu technischer Wärmelehre und Thermodynamik forschte. 

## Werdegang
Der Sohn des Chemikers und Unternehmers Srećko Bošnjaković (1865–1907) studierte ab 1919 an der TH Zagreb Schiff- und Maschinenbau, u. a. bei Stepan Tymoschenko und im Maschinenlaboratorium von Leopold Sorta (1891–1956). 1922 wechselte er an die TH Dresden, wo auch Leopold Carl Friedrich Merkel wirkte. Von 1926 bis 1928 war er Assistent an der TH Zagreb. 1928 wurde er an der TH Dresden zu der Arbeit Brennstoffanalyse mit Bombe, Manometer und Orsatapparat zum Dr.-Ing. promoviert. Danach war er bis 1933 wissenschaftlicher Mitarbeiter von Richard Mollier, wobei er sich 1931 mit der Arbeit Stoff- und Wärmeaustausch zwischen Dampf und Flüssigkeit habilitierte. 
1933 wurde er außerplanmäßiger Professor an der Universität Belgrad und 1936 zum ordentlichen Professor an die Universität Zagreb berufen. 
1935 heiratete er in Belgrad seine langjährige Freundin Zlata Luburic, mit der er die Söhne Srećko Bošnjaković (1937–2014; Ingenieur) und Branko hatte. 
Von 1942 bis 1945 war er Vorsitzender des kroatischen Ingenieurvereins. 1945 wurde er von den Kommunisten mehrfach verhaftet und zu Zwangsarbeit verurteilt. Im Frühjahr 1947 rehabilitierte man ihn und ernannte ihn 1951/52 zum Rektor der Universität Zagreb. Seine Festrede zog einen Eklat nach sich. 
1953 berief die TH Braunschweig ihn (als Nachfolger von Ernst Schmidt) zum ordentlichen Professor der Wärmelehre (Wärmetechnisches Institut und Maschinenlaboratorium). Er wurde zum Obmann des Ausschusses für Wärmeforschung beim Verein Deutscher Ingenieure (VDI) gewählt.
Von 1961 bis 1968 war er an der TH Stuttgart Professor der Thermodynamik. Seine Braunschweiger Mitarbeiter Wolfgang Springe (1925–1996), Klaus Winkler (* 1930 in Bennungen) und Klaus-Jürgen Mundo (1929–2016) folgten ihm dabei; hinzu kamen Tarit Kumar Bose (* 1938), Klaus Penski (* 1931), Johann Algermissen (1928–2007), Hans Beer (* 1932) und Karl-Friedrich Knoche. Am 1. April 1961 gründete er das Institut für Thermodynamik der Flugtriebwerke zunächst in einer ansehnlichen Holzbaracke.

## Werk
Franjo Bošnjaković setzte die Arbeit von Rudolf Plank sowie Mollier und Adolph Nägel zu Verbrennungsvorgängen und Brennstoffkenngrößen fort. Ihn interessierten wachsende Dampfblasen, Blasenentstehungsfrequenz und deren Steiggeschwindigkeiten. In den 1920er Jahren forschte er mit Merkel über Zweistoffgemische. Wie G. H. Bryan hob er den Begriff der verfügbaren Energie (available energy) für technische Anwendungen seit 1938 hervor und demonstrierte ihn an vielen Beispielen. „Den Anstoß zu den exergetischen Untersuchungen gab er in dem Artikel Kampf den Nichtumkehrbarkeiten (1938)“. Sein einstiger Zellengenosse Zoran Rant (der sich mit dem Solvay-Verfahren beschäftigte) hat diese Überlegungen verallgemeinert und ab 1953 die Begriffe Exergie (für technische Arbeitsfähigkeit) und Anergie eingeführt, womit sich Aussagen des 2. Hauptsatz der Thermodynamik klar und einprägsam formulieren lassen. In Braunschweig forschte Bošnjaković zur Thermodynamik der Mehrstoffgemische, deren graphische Behandlung in Zustandsdiagrammen erfolgte.

## Gastprofessuren
- University of Minnesota (Minneapolis, Minnesota, USA)
- University of Notre Dame (Indiana, USA)
- University of Alabama in Huntsville 1968–69 (Tuscaloosa, Alabama, USA)
- T.H. Delft (Holland)
- Universidad Nacional de la Plata (Buenos Aires, Argentina)

## Mitgliedschaften
- Instituto Veneto di Scienze, Lettere ed Arti (Venedig)
- ab 1969: Heidelberger Akademie der Wissenschaften
- von 1958 bis 1961 ordentliches, ab 1961 korrespondierendes Mitglied der Braunschweigischen Wissenschaftlichen Gesellschaft[5]
- ab 1940: Jugoslawische Akademie der Wissenschaften und der Kunst
- Kroatische Akademie der Wissenschaften und der Kunst (HAZU)

## Auszeichnungen
- Ehrendoktor der Universität Zagreb
- Ehrendoktor der RWTH Aachen
- Grashof-Denkmünze des VDI
- Goldmedaille der ATI Associazione Termotecnica Italiana, Padova
- Goldmedaille des Institute Francais des Combustibles et de l´Energie (IFCE), Paris

## Veröffentlichungen
- Verdampfung und Flüssigkeitsüberhitzung; 1930
- mit F. Merkel: Diagramme und Tabellen zur Berechnung der Absorptions-Kältemaschinen; 1930
- Kampf den Nichtumkehrbarkeiten; In: Archiv für Wärmewirtschaft und Dampfkesselwesen. Zeitschrift für Energiewirtschaft, Band 19; 1938
- mit Karl Schiebl (Oberingenieur, Nienburg/Saale): Wärmewirtschaft in der Zuckerindustrie; 1939
- Güte von Wärmeanlagen und die Leistungsregeln; 1939
- mit M. Viličić, B. Slipčević: Einheitliche Berechnung von Rekuperatoren; 1951
- Maschinenbau; 3 Bände
- Technische Thermodynamik; 2 Teile (mit Karl-Friedrich Knoche)
- Nauka o toplini, svezak prvi, drugi i treći
- mit U. Renz, P. Burow: Mollier Enthalpy, Entropy Diagram of Water; 1970
- Zur Thermodynamik des Sonnenkollektors; 1981
- Wärmediagramme für Vergasung, Verbrennung und Rußbildung